# Sonnenkopf (Allgäuer Alpen)
Der Sonnenkopf ist ein 1712 m ü. NHN hoher Nebengipfel des Schnippenkopfs in den Allgäuer Alpen in der Nähe von Sonthofen in Bayern. Er ist Teil der Sonnenkopfgruppe, die parallel in Nord-Süd-Richtung zum höheren Großer-Daumen-Bergzug verläuft, der sich östlich befindet. Der Sonnenkopf besteht hauptsächlich aus Flysch.

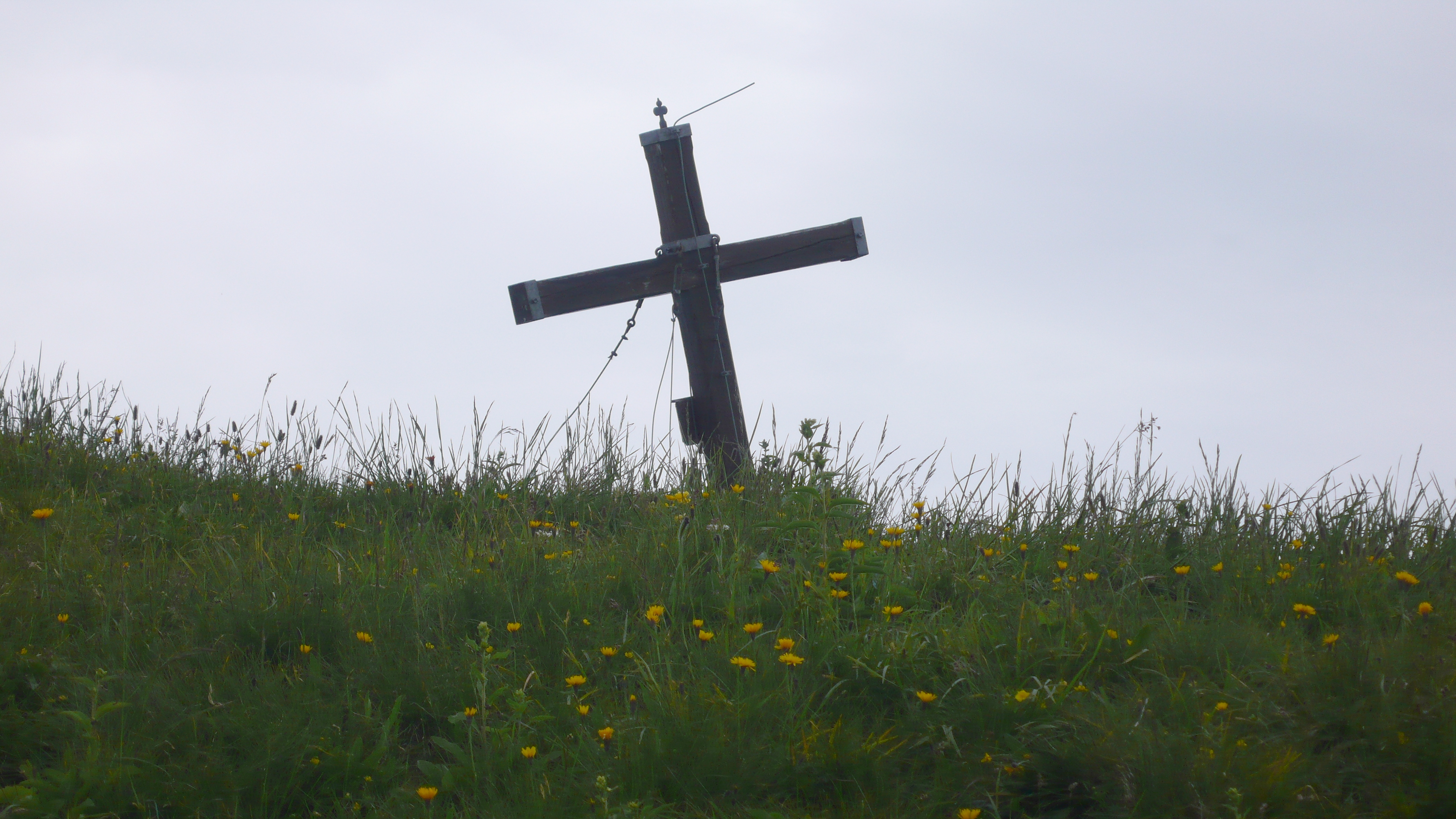
Schiefes Gipfelkreuz

Der Gipfel ist im Sommer ein häufig besuchtes Ziel von Wanderern, im Winter besuchen ihn zahlreiche Skitourengeher. Es existiert ein Gipfelkreuz sowie Gipfelbuch. Im Jahr 2015 lockerten sich die Seile, die das Gipfelkreuz stabilisieren. Das Kreuz drohte abzustürzen. Die Seile wurden repariert und das Kreuz wieder in seine ursprüngliche Position gebracht.
Die Besteigung des Sonnenkopfgipfels erfolgt üblicherweise von den Orten Hinang, Hochweiler und Altstädten.